# Memories...Do Not Open
Memories...Do Not Open – debiutancki album studyjny amerykańskiego duetu muzycznego The Chainsmokers. Wydany został 7 kwietnia 2017 roku przez wytwórnię płytową Columbia Records. Na płycie znalazło się dwanaście utworów, których producentami prócz The Chainsmokers są m.in. DJ Swivel i Captain Cuts. Trzy utwory zostały wydane jako single – „Paris”, „Something Just Like This” – nagrany wspólnie z zespołem Coldplay i „Honest”. Edycja japońska albumu zawiera trzy dodatkowe utwory „Closer”, „Don't Let Me Down” i „Roses”.
Nagrania uzyskały w Polsce certyfikat platynowej płyty.

## Lista utworów
| Edycja standardowa | Edycja standardowa                                       | Edycja standardowa                                                                         | Edycja standardowa                    | Edycja standardowa |
| Nr                 | Tytuł utworu                                             | Tekst                                                                                      | Produkcja                             | Długość            |
| ------------------ | -------------------------------------------------------- | ------------------------------------------------------------------------------------------ | ------------------------------------- | ------------------ |
| 1.                 | „The One”                                                | Andrew Taggart, Scott Harris, Emily Warren Schwartz                                        | The Chainsmokers, DJ Swivel           | 2:57               |
| 2.                 | „Break Up Every Night”                                   | Taggart, Ben Berger, Michael Kamerman, Beau Kuther, Ryan McMahon, Ryan Rabin, Sean Scanlon | The Chainsmokers, Captain Cuts        | 3:27               |
| 3.                 | „Bloodstream”                                            | Taggart, Matthew Holmes, Philip Leigh, Kane Parfitt, Philip Plested, Phoebe Holiday Ryan   | The Chainsmokers, KIN, Mac & Phil     | 3:44               |
| 4.                 | „Don't Say” (gościnnie Emily Warren)                     | Taggart, Schwartz, Imad Royal, Joni Fatora, Brenton Duvall                                 | The Chainsmokers, DJ Swivel           | 3:48               |
| 5.                 | „Something Just Like This” (The Chainsmokers & Coldplay) | Taggart, Chris Martin, Guy Berryman, Jonny Buckland, Will Champion                         | The Chainsmokers, DJ Swivel           | 4:07               |
| 6.                 | „My Type” (gościnnie Emily Warren)                       | Taggart, Schwartz, Brittany Marie Burton                                                   | The Chainsmokers, DJ Swivel           | 3:37               |
| 7.                 | „It Won't Kill Ya” (gościnnie Louane)                    | Taggart, Sam Martin, A.S. Govere                                                           | The Chainsmokers, DJ Swivel           | 3:37               |
| 8.                 | „Paris”                                                  | Taggart, Kristoffer Eriksson, Fredrik Häggstam                                             | The Chainsmokers, DJ Swivel           | 3:41               |
| 9.                 | „Honest”                                                 | Taggart, Audra Mae Butts, Sean Maxwell Douglas                                             | The Chainsmokers, DJ Swivel           | 3:28               |
| 10.                | „Wake Up Alone” (gościnnie Jhené Aiko)                   | Taggart, Harris, Schwartz                                                                  | The Chainsmokers, DJ Swivel           | 3:35               |
| 11.                | „Young”                                                  | Taggart, Taylor Bird, Peter Hanna, Sean Jacobs                                             | The Chainsmokers, DJ Swivel           | 3:44               |
| 12.                | „Last Day Alive” (gościnnie Florida Georgia Line)        | Taggart, Dan Reynolds, Ido Zmishlany                                                       | The Chainsmokers, DJ Swivel, Joey Moi | 3:34               |
|                    |                                                          |                                                                                            |                                       | 43:19              |

| Edycja japońska | Edycja japońska                      | Edycja japońska                                                                  | Edycja japońska  | Edycja japońska |
| Nr              | Tytuł utworu                         | Tekst                                                                            | Produkcja        | Długość         |
| --------------- | ------------------------------------ | -------------------------------------------------------------------------------- | ---------------- | --------------- |
| 1.              | „Closer” (gościnnie Halsey)          | Taggart, Ashley Frangipane, Shaun Frank, Frederic Kennett, Isaac Slade, Joe King | The Chainsmokers | 4:04            |
| 2.              | „Don't Let Me Down” (gościnnie Daya) | Taggart, Warren, Scott Harris                                                    | The Chainsmokers | 3:28            |
| 3.              | „Roses” (gościnnie Rozes)            | Taggart, Elizabeth Mencel                                                        | The Chainsmokers | 3:46            |
|                 |                                      |                                                                                  |                  | 11:18           |